# Habsburg Anna bajor hercegné
Habsburg Anna (németül Anna von Österreich; Prága, 1528. július 7. – München, 1590. október 16.) Habsburg főhercegnő, a Habsburg-ház osztrák ágának sarja, 1550-től 1579-ig Bajorország hercegnéja.

## Származása, házassága
1528. július 7-én született I. Ferdinánd német-római császár, magyar és cseh király és Jagelló Anna harmadik gyermekeként. Már gyermekként több ízben eljegyezték: elsőként Tódor bajor herceggel (1526-1534). 
A IX. itáliai háborút lezáró crépyi béke értelmében vagy Anna, vagy unokatestvére, Mária spanyol infánsnő feleségül ment volna I. Ferenc francia király kisebbik fiához, II. Károly orléans-i herceghez (1522-1545) Anna hozománya a Milánói Hercegség lett volna. V. Károly végül Anna kiházasítása mellett döntött, de Károly herceg még az esküvő kitűzött időpontja előtt meghalt. Anna végül 1546. július 4-én, 18 évesen Regensburgban V. Albert bajor herceghez ment férjhez, aki első vőlegényének az öccse volt. Hozománya mintegy 50 000 guldent (hollandi forintot) tett ki. A fiatal pár a landshuti Trausnitz várban élt Albert trónra lépéséig. 1550-ben, IV. Vilmos halála után költöztek át Münchenbe.
Anna és V. Albert bajor herceg nagy hatással voltak az udvar szellemi életére, jelentős pénzügyi adományokkal, illetve különböző múzeumok alapításával megalapozták München művészeti hírnevét. Támogatták Hans Mielich festőművész munkásságát, meghívásukra Orlande de Lassus is a müncheni hercegi udvarban telepedett le. 1558-ban tekintélyes könyvgyűjteményükkel megteremtették a Bajor Állami Könyvtár alapjait.

## Gyermekei
- Károly (*/† 1547)
- Vilmos (1548–1626), V. Vilmos néven Bajorország hercege (1579-1598).
- Ferdinánd (1550–1608)
- Mária Anna (1551–1608), 1571-ben saját nagybátyjához, II. Károly osztrák főherceghez (1540-1590) ment férjhez.
- Maximiliána Mária (1552–1614)
- Frigyes (1553–1554)
- Ernő (1554–1612), Köln érseke 1583-tól haláláig.

## Utolsó évei
V. Albert 1579. október 24-én, 51 éves korában váratlanul elhunyt. A hercegi trónt V. Vilmos néven legidősebb fia foglalta el, aki 1568-tól feleségével, Renáta francia hercegnővel (1544-1602) a landshuti Trausnitz-kastélyban élt. Az özvegyen maradt Anna hercegné tizenegy évvel élte túl férjét, 1590. október 16-án halt meg Münchenben.

## Származása
| Ausztriai Anna (Prága, 1528. július 7.– München, 1590. október 16.) | Apja: I. Ferdinánd (Alcalá, 1540. június 3.– Bécs, 1590. július 10.) német-római császár | Apai nagyapja: Szép Fülöp (Brugge, 1478. július 22.– Burgos, 1506. szeptember 25.) burgundiai uralkodó herceg | Apai nagyapai dédapja: I. Miksa (1459. március 22.–1519. január 12.) német-római császár                  |
| Ausztriai Anna (Prága, 1528. július 7.– München, 1590. október 16.) | Apja: I. Ferdinánd (Alcalá, 1540. június 3.– Bécs, 1590. július 10.) német-római császár | Apai nagyapja: Szép Fülöp (Brugge, 1478. július 22.– Burgos, 1506. szeptember 25.) burgundiai uralkodó herceg | Apai nagyapai dédanyja: Burgundi Mária (1457. február 13.–1482. március 27.) burgundiai uralkodó hercegnő |
| Ausztriai Anna (Prága, 1528. július 7.– München, 1590. október 16.) | Apja: I. Ferdinánd (Alcalá, 1540. június 3.– Bécs, 1590. július 10.) német-római császár | Apai nagyanyja: Őrült Johanna (Toledo, 1479. november 6.– Tordesillas, 1555. április 12.) kasztíliai királynő | Apai nagyanyai dédapja: Katolikus Ferdinánd (1452. március 10.–1516. január 25.) aragóniai király         |
| Ausztriai Anna (Prága, 1528. július 7.– München, 1590. október 16.) | Apja: I. Ferdinánd (Alcalá, 1540. június 3.– Bécs, 1590. július 10.) német-római császár | Apai nagyanyja: Őrült Johanna (Toledo, 1479. november 6.– Tordesillas, 1555. április 12.) kasztíliai királynő | Apai nagyanyai dédanyja: Katolikus Izabella (1451. április 22.–1504. november 26.) kasztíliai királynő    |
| Ausztriai Anna (Prága, 1528. július 7.– München, 1590. október 16.) | Anyja: Magyarországi Anna (Buda, 1503. július 23.– Prága, 1547. január 27.)              | Anyai nagyapja: Dobzse László (Krakkó, 1456. március 1.– Buda, 1516. március 13.) magyar és cseh király       | Anyai nagyapai dédapja: IV. Kázmér (1427. november 30.–1492. június 7.) lengyel király                    |
| Ausztriai Anna (Prága, 1528. július 7.– München, 1590. október 16.) | Anyja: Magyarországi Anna (Buda, 1503. július 23.– Prága, 1547. január 27.)              | Anyai nagyapja: Dobzse László (Krakkó, 1456. március 1.– Buda, 1516. március 13.) magyar és cseh király       | Anyai nagyapai dédanyja: Ausztriai Erzsébet (1437 körül –1505. augusztus 30.)                             |
| Ausztriai Anna (Prága, 1528. július 7.– München, 1590. október 16.) | Anyja: Magyarországi Anna (Buda, 1503. július 23.– Prága, 1547. január 27.)              | Anyai nagyanyja: Anne de Foix-Candale (1484 körül – Buda, 1506. július 26.)                                   | Anyai nagyanyai dédapja: Gaston de Foix-Candale (1448 körül –1500. március 25. után) candale-i gróf       |
| Ausztriai Anna (Prága, 1528. július 7.– München, 1590. október 16.) | Anyja: Magyarországi Anna (Buda, 1503. július 23.– Prága, 1547. január 27.)              | Anyai nagyanyja: Anne de Foix-Candale (1484 körül – Buda, 1506. július 26.)                                   | Anyai nagyanyai dédanyja: Catherine de Grailly (1455 körül –1494 előtt)                                   |

## Fordítás
- Ez a szócikk részben vagy egészben  az   Anna von Österreich (1528–1590) című német Wikipédia-szócikk fordításán alapul.  Az eredeti cikk szerkesztőit annak laptörténete sorolja fel. Ez a jelzés csupán a megfogalmazás eredetét és a szerzői jogokat jelzi, nem szolgál a cikkben szereplő információk forrásmegjelöléseként.